# Liu Yin (Curlerin)
Liu Yin (chinesisch 柳荫, Pinyin Liǔ Yìn; * 19. August 1981 in Harbin) ist eine chinesische Curlerin. Sie ist Mitglied des Harbin Curlingclub. 
Liu nahm 2002 das erste Mal an internationalen Meisterschaften – den Pazifikmeisterschaften – als Ersatzspielerin teil. Von 2004 bis 2014 gehörte sie zur Mannschaft von Skip Wang Bingyu. In der Saison 2006–2007 spielte sie die letzten Steine, während Wang Bingyu auf die dritten Position wechselte, aber Skip des Teams blieb. Zuletzt spielte sie auf der Position des Third.
Bei der Weltmeisterschaft 2008 konnte sie zusammen mit ihren Teamkolleginnen als erstes asiatisches Team eine Medaille (Silber) bei einer Weltmeisterschaft gewinnen. Im folgenden Jahr zeigte man bei der WM in Südkorea von allen Teams  konstant die stärksten Leistungen und wurde Weltmeister.  Ihre letzte Medaille bei einer Weltmeisterschaft gewann sie 2011 durch einen dritten Platz.  
Liu hat zehnmal an der Pazifik-Asienmeisterschaft teilgenommen und stand neunmal im Finale. 2006, 2007, 2008, 2009 und 2012 gewann sie die Goldmedaille, 2004, 2005, 2010 und 2013 die Silbermedaille. Bei allen Wettbewerben spielte sie zusammen mit Wang Bingyu. 
Bei den Olympischen Winterspielen 2010 in Vancouver gewann sie mit ihrer Mannschaft die Bronzemedaille. Das Spiel um Platz 3 gewannen sie gegen das Schweizer Team um Skip Mirjam Ott mit 12:6. Bei den Olympischen Winterspielen 2014 in Sotschi kam sie der chinesischen Mannschaft unter Wang Bingyu auf den siebten Platz. 